# Martin Malek
Martin Malek (* 17. September 1965 in Stockerau, Niederösterreich) ist ein österreichischer Politikwissenschaftler.

## Leben
Martin Malek studierte bis 1991 Politikwissenschaft, Publizistik/Kommunikationswissenschaft und Volkswirtschaft in Wien und Moskau. 1991 erfolgte seine Promotion. 1993–2003 war er Autor und Übersetzer für die Österreichische Militärische Zeitschrift ÖMZ. Seit 1997 ist er Mitarbeiter am Institut für Friedenssicherung und Konfliktmanagement der Landesverteidigungsakademie in Wien. Malek befasst sich dort u. a. mit „Failed-states“-Theorien, dem Monitoring von ethnischen Konflikten in der GUS, Theorien ethnopolitischer Konflikte, der Analyse von Sicherheits- und Militärpolitik der früheren Sowjetrepubliken, der politischen Geschichte Russlands bzw. der UdSSR im 20./21. Jahrhundert, den politischen Systemen der früheren Sowjetrepubliken, den Beziehungen GUS – EU und GUS – NATO und der Energiepolitik in Eurasien.
1998 und 1999 absolvierte Malek Forschungsaufenthalte am Europainstitut der Russischen Akademie der Wissenschaften in Moskau, 2000 beim Nationalen Institut für Strategische Forschungen beim Sicherheitsrat der Ukraine in Kiew und 2002 beim Caucasus Institute der Paul Nitze School of Advanced International Studies der Johns Hopkins University in Washington, D.C. 2002 war er Assistent des Verteidigungsattachés an der österreichischen Botschaft in Moskau.  2005 war Malek Gastforscher an der Hessischen Stiftung Friedens- und Konfliktforschung in Frankfurt am Main mit Lehrtätigkeit u. a. an der Landesverteidigungsakademie sowie an den Lehrstühlen für Politikwissenschaft, Osteuropäische Geschichte sowie Slawistik der Universität Wien. Malek ist Verfasser von ca. 250 in einem Dutzend Ländern erschienenen Publikationen.

## Schriften (Auswahl)
- Die europäische Dimension der Sicherheitspolitik Rußlands. Grundlagen – aktuelle Entwicklungen –Perspektiven. Schriftenreihe des Instituts für Außen- und Sicherheitspolitik, Wien 1997, ISBN 3-901845-00-3.
- mit Dieter Farwick, Andrea K. Riemer: Grand strategy, Gesamtstrategie, politische Strategie (= Schriftenreihe der Landesverteidigungsakademie, 7/2004). Landesverteidigungsakademie, Wien 2004, ISBN 3-902456-07-8.
- Europa im Tschetschenienkrieg. Zwischen politischer Ohnmacht und Gleichgültigkeit (Hrsg. zusammen mit Anna Schor-Tschudnowskaja). ibidem, Stuttgart 2008, ISBN 978-3-89821-676-0.
- Der Zerfall der Sowjetunion. Ursachen – Begleiterscheinungen – Hintergründe (Hrsg. zusammen mit Anna Schor-Tschudnowskaja). Nomos Verlag. Baden-Baden 2013, ISBN 978-383-296-3200.